# Tratado del fuerte Laramie (1851)
El tratado del fuerte Laramie de 1851 fue un acuerdo firmado entre el gobierno de los Estados Unidos y diversas etnias que poblaban la zona norte de las Grandes Llanuras. En dicho convenio se establecieron derechos y obligaciones entre ambas partes para mantener la paz en el territorio, debido al incesante paso de gente hacia el oeste del país.

## Antecedentes
En la confluencia del río Laramie y el río Platte Norte, en el actual estado de Wyoming, se estableció un sitio de encuentro de mercaderes de pieles, que tomaría el  nombre de fuerte Smith, en 1834. A través de los años, este enclave se desarrollaría  como un importante punto de tránsito de pioneros que se dirigían hacia el oeste del país, y sería renombrado como fuerte Laramie a mediados de los años 1840. 
Con el paso de los años, el tránsito de personas aumentaba. Para 1845 había un estimado de 5.000 pioneros que se abastecieron en el lugar, para seguir su marcha al occidente. Dicha ruta fue llamada ruta de Oregón. Debido a disposiciones gubernamentales, también se erigieron puestos militares, lo que dio paso a la adquisición de las instalaciones del fuerte Laramie, en 1849. El conglomerado de gente aumentó con el descubrimiento de oro en California. 
Mientras esto ocurría, los amerindios sufrían la invasión de la muchedumbre que invadía lo que ellos consideraban su territorio. Pese a todo, eran raros los incidentes graves que involucraban a nativos y pioneros. Sin embargo, debido a rumores esparcidos en las localidades fronterizas, los emigrantes empezaron a armarse, lo que incrementaba la inseguridad de la zona.
El gobierno empezó a enviar más contingentes militares desde 1845 para impresionar a los amerindios, y proteger a los pioneros. Con el correr de los meses se erigieron más fuertes en los alrededores. A principios de 1851, el Estado puso a disposición US$100.000 dólares para negociar con los nativos, lo cual fue hecho efectivo en septiembre.

## Firma del tratado

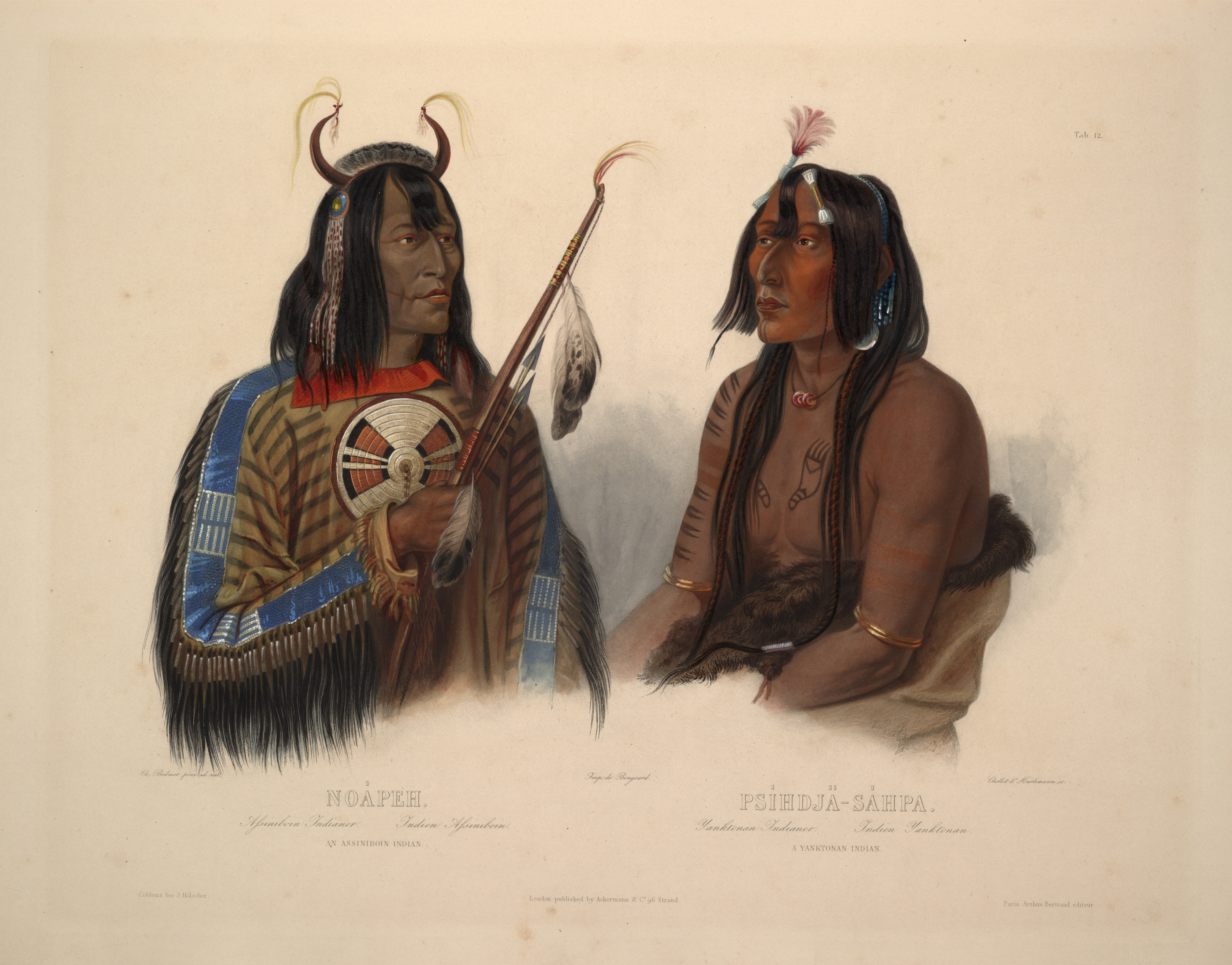
Ilustración de Karl Bodmer de amerindios assiniboine y yanktonan a principios de los años 1840.

El llamado a negociar tuvo una gran relevancia por la cantidad de lugareños que se hicieron presentes (unos 10 mil), debido a las invitaciones giradas a los poblados con la promesa de presentes y abastecimiento de comida. Al estar acompañados de sus caballos, el pasto de los alrededores del fuerte fue engullido, por lo que se decidió trasladar las reuniones a unos 48 km al este, precisamente en horse creek. Otro logro de este tratado fue la reunión de etnias enemigas, tales como los sioux y los shoshone. Con todo, la presencia de enemigos casi hizo estallar un conflicto debido a viejas rencillas, las cuales fueron calmadas por intermediarios. Al encuentro también llegaron viejos amigos de los nativos como Jim Bridger y Pierre-Jean de Smet. 
Los nativos se presentaron a la reunión con sendos vestuarios y destacadas muestras de oratoria. Además hubo intercambio de presentes, y el uso de la pipa de la paz. El tratado fue firmado por el superintendente de asuntos indígenas (D.D. Mitchell), el agente indio Thomas Fitzpatrick, y representantes de las etnias de la zona, entre ellas los sioux,  cheyenne, arapaho, crow, assiniboine, gros ventre y arikara. En el primer artículo del acuerdo, se establecía las intenciones por parte de los nativos:

art. 1. Las antedichas naciones, partes de este tratado, habiéndose reunido para el propósito de establecer y confirmar las relaciones amistosas entre ellas mismas, acuerdan y pactan de abstenerse en el futuro de toda hostilidad cualquiera que sea entre ellas mismas, mantener la buena fe  y amistad en todas sus relaciones, y hacer una efectiva y duradera paz.

## Derechos y obligaciones
Entre las obligaciones y derechos del gobierno se estipulaban:
- Derecho  del gobierno a erigir puestos militares y caminos en las zonas dominadas por los nativos.
- Protección a los nativos contra amenazas de los ciudadanos del país.
- Proveer de rentas anuales de US$50.000 dólares, en forma de insumos agrícolas,  mercadería o  animales domésticos, distribuidos de manera equitativa a los amerindios, por el término de diez años (en un principio se establecieron 50), prorrogables en términos no mayores a cinco años.
- De surgir cualquier violación al tratado, el gobierno se reservaba el derecho de retener las rentas, hasta que el daño hubiese sido cubierto a satisfacción.

Por  parte los amerindios: 
- Reconocimiento del derecho del gobierno a erigir caminos, fuertes o cualquier otro emplazamiento en sus tierras.
- Indemnizar debidamente ante cualquier violación del tratado por parte de bandas locales que infringiesen lo allí dispuesto.
- Reconocimiento de las tierras asignadas para cada etnia.
- Elección de representantes de las diferentes naciones, con quienes se mantendrían  las negociaciones pertinentes después de la firma del tratado.

## Efectos posteriores
La situación en la zona se mantuvo en calma hasta mediados de 1853, cuando surgieron incidentes entre los nuevos pobladores y los nativos.  Tales diferencias desembocaron en la muerte  de tres amerindios. El siguiente año, en septiembre, otros hechos terminaron en el ataque a un poblado que acabó con la vida de 86 aborígenes (masacre Grattan). Desde entonces, la paz en el territorio comenzó a disminuir hasta culminar en la década siguiente en la Guerra de Nube Roja, entre los años 1866 a 1868.
De las tierras asignadas a los amerindios se delinearon los que serían los futuros estados de Colorado, Kansas, Dakota del Norte, Dakota del Sur, Montana, Nebraska y Wyoming.